# Лабасы
Гора Лабасы — гора в Казахстане. На вершине располагался буддистский храм, который и дал название местным горам: Лабасы и Лабашокы.

## Местоположение и охрана
Гора Лабасы находится на территории Алматинской области, в Коксуйском районе, на левом берегу реки Коксу, Ескельдинский район, гора Лабашокы, к северу от села Карабулак, на правом берегу реки Каратал.
Склоны и предгорья гор Лабасы и Лабашокы используются преимущественно как пастбища многими животноводческими хозяйствами фермерского типа, промышленных объектов здесь нет. Состояние окружающего ландшафта хорошее. Обе горы могут служить объектом показа со стороны пролегающих вблизи них участком междугородней автотрассы Алматы-Усть-Каменогорск (Лабасы) или Талдыкорган-Текели (Лабашокы).

## История
При объединении рек Каратал и Коксу на некотором удалении друг от друга расположены две горы со сходным в основе названием «Лаба», которое является искаженным «лама» (тибет. bl ma; «учитель»), то есть «гуру», религиозный наставник в тибетском буддизме. Эти исторические топонимы связаны с обозначением местностей, где в период бытия Джунгарского ханства существовали крупные буддийские монастыри с храмами, руины которых оставались заметными в конце периода XVIII — XIX века, когда земли Жетысу вновь были заселены казахскими племенами Старшего и Среднего жуза.
Один из первых буддийских монастырей на территории Семиречья был возведен во второй половине XVII века в западных предгорьях Жетысуйского Алатау на горе Лабашокы (бывш. Лаба), около реки Каратал вблизи современного села Карабалак, влиятельным правителем хошутов Очирту-Цэцен-ханом (1638—1680) либо его политическим соперником, а затем и правопреемником в Джунгарии Галданом-Бошохту-ханом и просуществовал не менее 80-90 лет. На карте Йохана Густава Рената буддийский монастырь помечен на правой стороне Каратала, у подножия западного склона Жетысуского хребта. После разгрома Джунгарского ханства китайскими войсками в 1755-1757 годы эти земли в 1770-е г., стали заселяться казахами, которые и присвоили современные названия тем местностям, где еще оставались заброшенные буддийские строения.
Спустя годы область Жетысу оказалась под властью Российской империи, и во время строительства укрепления Капал в 1850 году местность, где когда-то располагалось святилище ойратов, обследовал военный инженер-поручик П. С. Нечогин. Он составил подробное описание храмовых построек и находок буддийских ритуальных предметов, обнаруженных в святилище. В последующие годы остатки монастыря осматривались Ч. Валихановым, П. П. Семеновым и Н. А. Абрамовым. По заданию Императорской Археологической комиссии по поиску останков монастыря, описанных П. С. Нечогиным в Капальском уезде, в 1890 году проводил исследования Н. Н. Пантусов, который не смог обнаружить руины монастыря.
В 2009—2010 году, была осуществлена экспедиция КазНИИ ПКНН, по поиску памятника в районе гор Лабасы и Лабашокы, данной экспедиции также не удалось установить точное местонахождение руин монастыря.

### Описание храма
Наиболее полное описание храмовых построек монастыря было составлено П. С. Нечогиным, здесь размещались 16 сооруженных на каменном фундаменте разных по величине глиняных зданий со стенами из необожженного кирпича, оштукатуренными изнутри белой глиной, все здания, были расположены на относительно небольшом расстоянии друг от друга. Самое крупное сооружение из них, было длиной 6 сажень и шириной 4,5 сажень, представляло собой, по определению исследователя, буддийский храм, так как внутри него казаки Карабулакского пикета в 1855 году обнаружили несколько глиняных овальных плиток «с отчетливо вытиснутым на каждой бурханом женского пола с венцом, некоторые — с признаком бывшей алой краски и позолоты».